# Loppen (film)
|  | Denne artikel er oprettet af botten Steenthbot ud fra en ekstern database. Den kan derfor have sproglige fejl eller mangler. Denne skabelon kan fjernes efter kontrol af indholdet. |

Loppen er en dansk stumfilm fra 1913 instrueret af Christian Schrøder efter eget manuskript.

## Medvirkende
- Olivia Norrie